# Głos – Tygodnik Nowohucki
Głos – Tygodnik Nowohucki – tygodnik regionalny dla Nowej Huty, dzielnicy Krakowa.
Założony w 1957 jako Głos Nowej Huty na bazie wcześniejszej, stalinowskiej publikacji Budujemy socjalizm, w 1991 zmienił nazwę na obecną, Głos – Tygodnik Nowohucki. 
Redaktor naczelny: Jan L. Franczyk. Wydawca: Graf-Press sp. z o.o. Kraków. Skład w kolorze. Rozmiar: 20 stron. Nr indeksu: 358835. ISNN 1231-8582